# دانکن فرگوسن
دانکن فرگوسن (انگلیسی: Duncan Ferguson؛ زادهٔ ۲۷ دسامبر ۱۹۷۱) بازیکن و مربی فوتبال اهل اسکاتلند است. او فوتبال حرفه‌ای را در سال ۱۹۹۰ از باشگاه فوتبال داندی یونایتد شروع کرد.
از باشگاه‌هایی که در آن بازی کرده‌است می‌توان به داندی یونایتد، رنجرز، اورتون و نیوکاسل یونایتد اشاره کرد.
وی همچنین در تیم ملی فوتبال اسکاتلند بازی کرده‌است.